# Lomgöl (Frödinge socken, Småland)
Lomgöl är en sjö i Vimmerby kommun i Småland och ingår i Botorpsströmmens huvudavrinningsområde.